# Oeneis quadrimaculata
Oeneis quadrimaculata är en fjärilsart som beskrevs av Felix Bryk 1923. Oeneis quadrimaculata ingår i släktet Oeneis och familjen praktfjärilar. Inga underarter finns listade i Catalogue of Life.